# Треногин, Константин Егорович
Константин Егорович Треногин (род. 1943) — советский хоккеист, нападающий.

## Биография
В сезонах 1961/62 — 1962/63 играл в первенстве РСФСР за команду «Бумкомбинат» / «Красная звезда» Краснокамск. Во время армейской службы выступал за СКА Новосибирск (1964/65 — 1965/66). Пять сезонов 1966/67 — 1970/71 провёл в чемпионате СССР в составе новосибирской «Сибири». Играл за «Шахтёр» Прокопьевск (1971/72 — 1972/73), «Темп» (Юрга, 1977/78).
Работал тренером в СДЮШОР «Сибирь».